# بيير زيمر
بيير زيمر (بالفرنسية: Pierre Zimmer)‏
```
هو 
كاتب سيناريو
 
ومخرج
 
وممثل
 
فرنسي
، ولد في 15 ديسمبر 1927 
بالدائرة السادسة في باريس
 في 
فرنسا
، وتوفي في 22 مايو 2010 
بتولوز
 في 
فرنسا
.
[
2
]
[
3
]
```

## وصلات خارجية
- بيير زيمر على موقع IMDb (الإنجليزية)
- بيير زيمر على موقع ألو سيني (الفرنسية)
- بيير زيمر على موقع أول موفي (الإنجليزية)
- بيير زيمر على موقع قاعدة بيانات الأفلام السويدية (السويدية)
- بيير زيمر على موقع قاعدة بيانات الفيلم (الإنجليزية)
- بيير زيمر على موقع كينوبويسك (الروسية)